# Laisse tomber les filles
Laisse tomber les filles és una cançó composta l'any 1964 pel cantautor, actor i director de cinema francès Serge Gainsbourg.
Fou popularitzada a la dècada del 1960 per "la Franceseta d'or" France Gall i revisada als anys 80 pel conjunt belga Honeymoon Killers, acostant-la al so punk-ska.
El 1996 April March (àlies d'Elinor Blake), il·lustradora californiana i especialista a versionar cançons franceses dels seixanta, en va incloure dues versions en el seu àlbum "Paris in April"; la primera, una interpretació del tema original, i la segona, "Chick Habit" amb lletra pròpia i idioma anglès. Aquesta última versió ha estat recentment elegida per Quentin Tarantino per a la banda sonora de la seva pel·lícula Death Proof.